# Комплекс Каспан
Комплекс Каспан — могильники эпохи ранних кочевников, расположенные параллельными цепочками курганов, которые вытянуты вдоль долины по линии севера-юга.

## Местонахождение объекта
Республика Казахстан, Алматинская область, Кербулакский район 30 км к северо-востоку от станции Сарыозек, в окрестностях аула Каспан, в долине река Быжы.

## Описание памятника
Комплекс Каспан расположен в долине реки Быжы, которая является притоком одной из самых крупных рек Жетысу — Каратал.
Местность Каспан была названа в честь одноимённого батыра, который привел свое племя на эту землю. В долине реки Быжы недалеко от гор был открыт исторический комплекс памятников разных времен — могильники, курганы, стоянки, петроглифы и уникальное оборонительное сооружение «Хан-арык». Памятники являются олицетворением культуры и жизни населения региона Жетысу от эпохи бронзы до начала XX в.
Часть курганов образована крупными сооружениями высотой около 2 метров и диаметром 30 и более метров. Курганы тюркского времени находятся на более высоких гребнях, увалах и вершинах сопок. В предгорной зоне и в небольших ущельях к юго-востоку от аула Каспан наблюдается наибольшее количество памятников разных эпох. Сооружение «Хар-арык» сохранилось к юго-востоку от аула Каспан на пересечении долин рек Ыклас, Кайнарлы и Дуйсен.

## Сохранность памятника
Памятники находятся под охраной государства. Физическая охрана памятников на месте отсутствует. Памятники не включены в Государственный список памятников истории и культуры местного значения Алматинской области. Особый интерес представляют «царские» курганы, имеющие вид монументальных сооружений и «Хан-арык».